# Timofei Pawlowitsch Mosgow
Timofei Pawlowitsch Mosgow (russisch Тимофей Павлович Мозгов; engl. Transkription: Timofey Mozgov; * 16. Juli 1986 in Leningrad) ist ein russischer Basketballspieler, der derzeit bei BK Chimki in der Professionalnaja Basketbolnaja Liga unter Vertrag steht. Bei einer Größe von 2,16 Metern kommt Mosgow auf der Center-Position zum Einsatz. Mosgow bestritt zwischen 2010 und 2019 insgesamt 494 Spiele in der nordamerikanischen Profiliga NBA.

## Karriere

### Frühe Jahre
Mosgow begann seine professionelle Karriere bei LenVo St. Petersburg während der Saison 2004/05, im Jahr 2006 wechselte er zur zweiten Mannschaft von ZSK WWS Samara. Vor der Saison 2006/07 wechselte er zu BK Chimki und lief dort in der Superleague Russland auf.

### NBA
2010 unterzeichnete Mosgow einen Dreijahresvertrag in einem Gesamtwert von 9,7 Millionen US-Dollar bei den New York Knicks in der NBA.
Am 30. Januar 2011 bekam er in der Partie gegen die Detroit Pistons erstmals längere Spielzeit zugestanden. Dieses Spiel war mit 23 Punkten sein bis dahin bestes in seiner NBA-Karriere. Insgesamt spielte er 40 Minuten und bekam am Ende des Spiels lautstarke Anfeuerungsrufe von den Fans.
Am 22. Februar 2011 wurde Mosgow zu den Denver Nuggets abgegeben. Er war Teil eines drei Mannschaften umfassenden Spielertausches, in dem auch die Memphis Grizzlies beteiligt waren, der Carmelo Anthony zu den Knicks brachte.
Im Spiel gegen die Golden State Warriors am 11. April 2014 konnte er seine Karrierebestmarke von 23 Punkten einstellen. Zudem holte er sich 29 Rebounds, die sowohl eine eigene Karrierebestleistung, als auch NBA-Saisonrekord bedeuteten. Die Saison schloss er verbessert mit 9,4 Punkten und 6,4 Rebounds ab.
Am 7. Januar 2015 wurde Mosgow für künftige Draftauswahlrechte zu den Cleveland Cavaliers getraded. Dort erreichte der Russe in der Spielzeit 2014/15 mit einem Punkteschnitt von 10,6 je Begegnung den besten Wert seiner NBA-Karriere und stellte ebenfalls seine in einem Spiel erzielten Höchstwert auf: Am 11. Juni 2015 gegen Golden State waren dies 28 Punkte sowie fünf Tage später ebenfalls gegen die Warriors 12 Rebounds. 2016 gewann er mit den Cavaliers die NBA-Meisterschaft.
Am 30. Juni 2016 unterschrieb Mosgow einen Vierjahresvertrag bei den Los Angeles Lakers, der ein Gesamtgehalt von 64 Millionen US-Dollar vorsah. Mosgow konnte jedoch die Erwartungen bei den Lakers nicht erfüllen und wurde nach einem Jahr an die Brooklyn Nets abgegeben. Am 7. Juli 2018 wechselte er via Charlotte Hornets zu Orlando Magic. Aufgrund von Kniebeschwerden bestritt er kein Spiel für Orlando. Im Juli 2019 wurde er aus dem Aufgebot Orlandos gestrichen.

### Rückkehr nach Russland
Ende Juli 2019 gab BK Chimki Mosgows Verpflichtung bekannt. Er beklagte Anfang August 2019, sein Knie sei in den Vereinigten Staaten falsch behandelt worden. Aufgrund der Knieverletzung stieg Mosgow erst im April 2020 in Chimkis Mannschaftstraining ein.

### Nationalmannschaft
Das erste große Turnier für Mosgow war die Basketball-Europameisterschaft 2009. Nach zwei siebten Plätzen bei der EM 2009 und der WM 2010 gelang ihm mit der russischen Mannschaft jeweils der Gewinn der Bronzemedaille bei der Basketball-Europameisterschaft 2011 und den Olympischen Spielen 2012.

## Erfolge
- Russischer Pokalsieger 2008
- Bronzemedaillengewinner Europameisterschaft 2011
- Bronzemedaillengewinner Olympische Spiele 2012
- NBA-Meisterschaft 2016 (Cleveland Cavaliers)